# 質數冪
質數冪是数学名詞，是指單一素数的乘積組成的自然数。
例如：7 = 71、9 = 32及32 = 25都是質數冪，而6 = 2 × 3、12 = 22 × 3和 36 = 62 = 22 × 32、40 = 23 × 5不是，因為它們有兩個或超過兩個質因數。（數字1一般不算是質數）。
前幾個質數冪如下：
2, 3, 4, 5, 7, 8, 9, 11, 13, 16, 17, 19, 23, 25, 27, 29, 31, 32, 37, 41, 43, 47, 49, 53, 59, 61, 64, 67, 71, 73, 79, 81, 83, 89, 97, 101, 103, 107, 109, 113, 121, 125, 127, 128, 131, 137, 139, 149, 151, 157, 163, 167, 169, 173, 179, 181, 191, 193, 197, 199, 211, 223, 227, 229, 233, 239, 241, 243, 251, 256, ... （OEIS數列A246655）、（OEIS數列A000961）（有1的數列）
質數冪是只有一個質因數的整數。質數冪和類似的概念也稱為準素（primary numbers），例如準素分解。

## 性質

### 代數性質
質數冪是質數的自乘積。每一個質數冪（2的冪次除外）都有一個原根，因此整數模的整数模n乘法群pn是循環群。
有限域元素的總數一定是質數冪，相對的，質數冪一定是某一個有限域元素的個數（頂多有同构的差異）。

### 組合性質
質數冪的一個特性常用在解析数论中：質數冪的集合中，不是質數的元素倒數和收斂，而質數的倒數和則發散。

### 可除性
質數冪的欧拉函数（φ）及除數函數（σ0）和σ1可以用下式計算：
{\displaystyle \varphi (p^{n})=p^{n-1}\varphi (p)=p^{n-1}(p-1)=p^{n}-p^{n-1}=p^{n}\left(1-{\frac {1}{p}}\right),}
{\displaystyle \sigma _{0}(p^{n})=\sum _{j=0}^{n}p^{0\cdot j}=\sum _{j=0}^{n}1=n+1,}
{\displaystyle \sigma _{1}(p^{n})=\sum _{j=0}^{n}p^{1\cdot j}=\sum _{j=0}^{n}p^{j}={\frac {p^{n+1}-1}{p-1}}.}

### 其他
所有的質數冪都是次方数（質數除外），質數冪不可能是楔形數、佩服數。
2的冪的數都是殆完全數。
所有的質數冪都是亏数。質數冪pn是n次殆素数。還不確定質數冪是否可以是相亲数，若有這樣的數，pn一定大於101500，且n一定大於1400。

## 流行媒體
在1997的電影《异次元杀阵》中，質數冪是其中重要的一部份，在像迷宮一樣的立方體結構中，質數冪是致命危險的指標。